# Гоголев, Александр Дмитриевич
Гоголев Александр Дмитриевич (18 мая 1992, Москва) — российский хоккеист, нападающий.

## Биография
Сын хоккеиста и тренера Дмитрия Гоголева, старший брат Павла и Георгия Гоголевых. Воспитанник московской хоккейной школы «Крылья Советов». Начинал выступать в молодёжном состав «Крыльев Советов». Был выбран на драфте КХЛ, московским «Спартаком».
Привлекался в юниорскую сборную России, спортсменов не старше 17 лет. Выступал за юниорскую сборную России в розыгрыше «Мирового Кубка Вызова» 2009 года.
С образованием МХЛ, с 2009 по 2011 года выступал в молодёжной команде «крано-белых» — «МХК Спартак». В сезоне КХЛ 2010/2011, дебютировал за основную команду, в серии домашних матчей. После досрочного окончания выступления «Спартака» в Плей-офф КХЛ 2011 был отправлен в фарм-клуб ВХЛ — «Крылья Советов». Сыграв 5 матчей, уехал за океан, где на драфте юниоров его выбрали «Калгари Хитмен». Стал стабильно выступать в Западной хоккейной лиге (WHL), проведя за первый сезон 69 матчей, набрав при этом 57 (25+32) очков. В сезоне 2012/13 перешёл в систему клуба западной хоккейной лиги «Виктория Ройалс». 20 января 2013 года был признан лучшим игроком недели CHL.
Предсезонную подготовку сезона КХЛ 2013/14 провёл в «Спартаке», однако не подошёл клубу. В итоге подписал контракт с череповецкой «Северсталью».
На драфте расширения 2014 года Гоголев был выбран тольяттинским клубом «Лада». Следующие два сезона играл за клубы ВХЛ: «Ариаду», «Динамо» из Балашихи и воскресенский «Химик».

## Статистика выступлений
По состоянию на 8 января 2016 года
```
                                               --- Регулярный сезон---         ---- Плей-офф ----

Сезон        Команда                           Лига     И   Г    ГП   О  Штр    И   Г   ГП О Штр
------------------------------------------------------------------------------------------------
2009-10   МХК Спартак (Москва)                  МХЛ     45  13   31   44  66    -   -   -  -  -
2010-11   Спартак (Москва)                      КХЛ     3   0    0    0   0     -   -   -  -  -
          МХК Спартак (Москва)                  МХЛ     43  19   23   42  111   -   -   -  -  -
          Крылья Советов (Москва)               ВХЛ     -   -    -    -   -     5   1   0  1  2
2011-12   Калгари Хитмэн (Калгари)              WHL     69  25   32   57  34    5   3   1  4  2
2012-13   Виктория Ройалс (Виктория)            WHL     49  20   45   65  36    -   -   -  -  -
2013-14   Северсталь (Череповец)                КХЛ     24  1    2    3   4     -   -   -  -  -
2014-15   Ариада (Волжск)                       ВХЛ     21  4    5    9   10    -   -   -  -  -
2014-15   Динамо (Балашиха)                     ВХЛ     9   5    4    9   4     -   -   -  -  -
2015-16   Динамо (Балашиха)                     ВХЛ     30  6    8    14  16    -   -   -  -  -
2015-16   Химик (Воскресенск)                   ВХЛ     5   1    1    2   6     -   -   -  -  -
-------------------------------------------------------------------------------------------------

```

## Личные достижения
- Участник матча звезд МХЛ 2010/2011.
- Лучший игрок 25 недели CHL, сезона 2012/2013.